# Yanik Guillemette
Yanik Guillemette est un entrepreneur canadien dans le domaine de l'immobilier. Par la suite, il devient actif dans celui des technologies et du commerce électronique. Il est ainsi le fondateur, principal actionnaire et CEO de l'entreprise Outgo, un site web de commerce électronique spécialisé dans la vente en ligne de cartes-cadeaux, forfaits cadeaux et expériences cadeaux.

## Biographie
Il développe entre 2008 et 2015 des projets immobiliers au Québec, à Sainte-Catherine-de-la-Jacques-Cartier, Saint-Anne-de-Beaupré, L'Ancienne-Lorette, Lévis, Québec,. Il annonce en 2011 le lotissement résidentiel Vertbourg, un ensemble couvrant 40 hectares prévoyant 292 unités de logement, d'une valeur de 40 millions de dollars. L'annonce du projet soulève la colère des résidents du voisinage, qui soutiennent que le projet mettrait en péril un milieu humide, qui, selon le Ministère de l'Environnement du Québec, serait digne d'être protégé,. Les citoyens sont appuyés dans leur bataille par Le Groupe d'initiatives et de recherches appliquées au milieu (GIRAM). Le projet voit le jour en mars 2012 dans une proportion réduite : 125 unités sont alors érigées sur 10 hectares. En 2013, le site reçoit les 169 maisons mobiles de Place de la Vanoise, qui sont déménagées dans le cadre du méga développement Quartier rive-sud,.
En septembre 2012, il annonce le projet Espace Suprem, un ensemble résidentiel évalué à six millions de dollars qui prévoit la construction en simultanée de deux bâtiments de 24 et 18 appartements. Le projet comporte un immeuble commercial de 30 000 pieds carrés, un investissement de plus de cinq millions de dollars.
En novembre, il lance le projet La Pointe Verte, un lotissement de 34 maisons de ville d'une valeur de sept millions de dollars situé à L'Ancienne-Lorette.
En janvier 2013, Yanik Guillemette se porte acquéreur de La Germanic dans le but d'y construire des logements, une transaction évaluée à près de 1,3 million de dollars. La Maison Martin-Matte de Québec y est inaugurée en novembre 2016.
En 2014, avec deux partenaires, dont son frère, il reprend le Flash Café, un restaurant style diner fermé deux ans plus tôt, qu'il relance sous le nom de Flash Bistro Rétro, après une mise à jour du décor et de l'offre alimentaire. Le restaurant ferme en 2017,,[source secondaire souhaitée].  
En juin 2014, il annonce le lotissement Faubourg Sainte-Catherine, un quartier écologique de 29 terrains totalisant des investissements de 10 millions de dollars.
En août 2015, Yanik Guillemette achète la station de spa Blü, à Saint-Tite-des-Caps, dont l'ancien propriétaire avait fait faillite. Après des investissements, le site ouvre à nouveau ses portes au public en janvier 2016. Une série de micro-chalets est également prévue sur le site le long de la rivière Lombrette d'ici la fin 2016, un projet qui ne sera jamais amorcé. La station ferme à nouveau en 2017. Il cite des conflits avec son bailleur de fonds et l’administration municipale, notamment au niveau de la taxation, pour expliquer cette fin.
En avril 2016, Yanik Guillemette se porte acquéreur du Couvent des Rédemptoristines (en), monument à caractère religieux d'inspiration néogothique classé historique par le Ministère de la Culture et des Communications du Québec, qu'il souhaite convertir en salon funéraire. Le projet achoppe, et après des différends avec l'administration de Sainte-Anne-de-Beaupré, la bâtisse est revendue en 2017 à un autre développeur, qui y aménage finalement des logements.
Des difficultés à obtenir du financement et « un quotidien [devenu] difficile à gérer » le poussent à délaisser le secteur de l'immobilier et à se concentrer sur sa startup Outgo, qu'il a fondée en 2015,.
En septembre 2018, il se joint à trente autres délégués canadiens pour participer au congrès Young Entrepreneurs Alliance (YEA), un réseau de jeunes entrepreneurs, qui se tient en marge du G20, en Argentine.

### Affaire judiciaire
Le 18 septembre 2023, l'Autorité des marchés financiers (AMF) annonce dans un communiqué qu'elle intente une poursuite contre Yanik Guillemette et Outgo. Elle reproche à celui-ci, alors qu'il était le seul actionnaire d'Outgo, d'avoir cherché des investisseurs, entre autres en annonçant sur des sites de vente et d'achat d'entreprises, sans avoir émis de prospectus ou reçu une dispense de prospectus de l'AMF. L'accusation comporte treize chefs, dont ceux « d’avoir posé des gestes qui constituent une fraude » et « d’avoir exercé ou aidé à exercer illégalement l’activité de courtier en valeurs »,.